# 囚人ダニールの請願

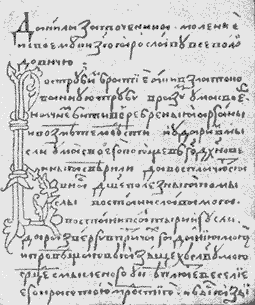
ロシア国立図書館に所蔵されている16世紀の原本

囚人ダニールの請願（しゅうじんダニールのせいがん、ロシア語: Моление Даниила Заточника）は、13世紀（1213年-1236年頃）にペレスラヴリ・ザレスキーの作家ダニール・ザトチニクによって書かれた古東スラヴ語の文書。 